# Campos de concentração franquistas
Campos de concentração franquistas estáveis, bem como outros muitos provisórios, foram estabelecidos na Espanha na primeira época do  franquismo, entre 1936 e 1947. Nestes campos de concentração foram internos ex-combatentes que lutaram no bando republicano, dissidentes políticos, homossexuais e presos comuns.
Bem como em outros muitos campos de concentração, os prisioneiros estavam hierarquizados, de tal modo que presos comuns violentos (portanto sem motivações políticas ou ideológicas) estavam num degrau superior à maioria dos ali encerrados, trabalhando de vigilantes destes últimos.
Segundo Javier Rodrigo, perto de meio milhão de prisioneiros foram internados na Espanha em campos de concentração entre 1936 e 1942.
Estes campos caracterizaram-se pela exploração laboral dos prisioneiros, organizados em batalhões de trabalhadores. Entre as obras construídas pelos prisioneiros dos campos destacam-se:
- Canal do Baixo Guadalquivir, até 1962 (Campo de Los Merinales, e La Corchuela). Em 2006 o trecho compreendido entre La Rinconada e Dos Hermanas mudou a denominação para "Canal dos Presos".
- Vale dos Caídos (entre 200 e 500 presos durante cerca de 7 anos)
- Linhas de ferrovia
- Presas e pântanos.

## Lista de campos de concentração

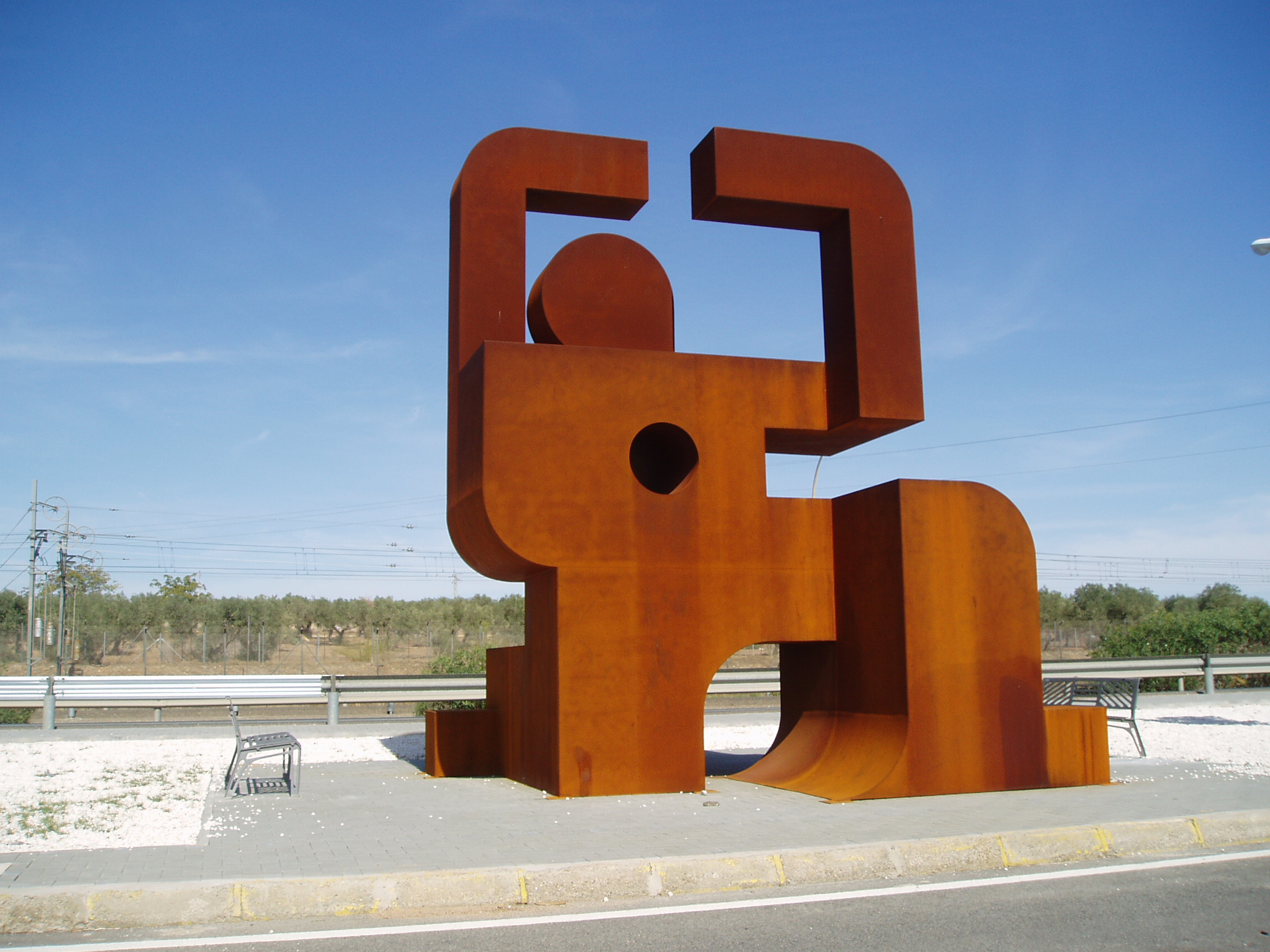
Monumento à memória dos presos em Los Merinales.

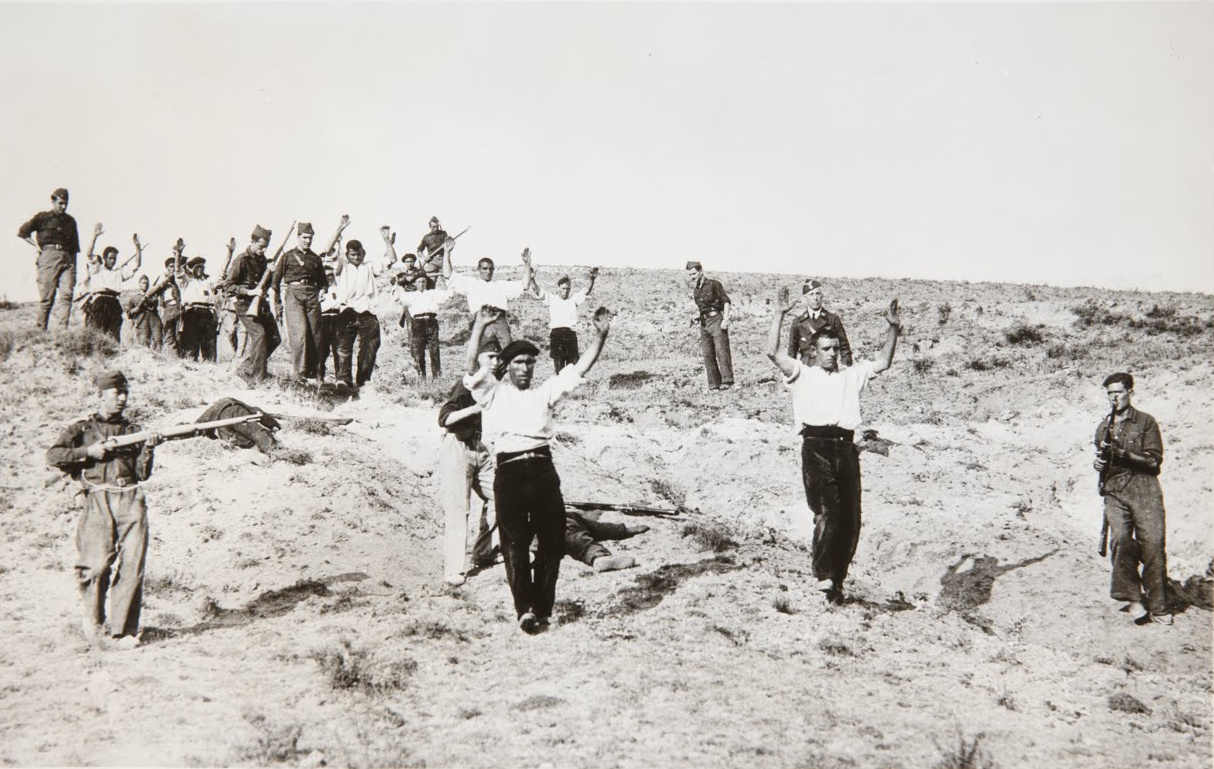
Prisioneiros republicanos da Guadarrama sendo levados para campos de concentração de franco, onde a maioria acabaria morrendo.

Entre os mais de 180 campos que funcionaram durante a guerra civil ou os anos seguintes destacam-se:
- Campo de Los Merinales em Dos Hermanas (Sevilha)
- Campo de La Corchuela em Dos Hermanas (Sevilha)
- Hostal de San Marcos de León, população reclusa de 7000 homens, 300 mulheres, de 1936 a 1939
- Campo de concentração de Miranda de Ebro
- Campo de concentração de Castuera
- Campo da península de Llevant em Maiorca
- Campo de Formentera
- Campo de concentração de La Isleta Grã Canária
- Campo de concentração de Lazareto de Gando Grã Canária
- Campo de concentração de Los Almendros (Alicante)
- Campo de concentração de Albatera na província de Alicante
- Campo de Concentração da Pasaxe Camposancos – A Guarda.
- Campo de concentração de Ronda, em Málaga.
- Campo de concentração de Betanzos, antiga fabrica de curtidos. Aqui permaneceu detido Vicente Ferrer.
- Campo de concentração de Horta. Barcelona
- Campo de concentração de Poblenou. Barcelona
- Mosteiro de Corbán (Santander)

## Deportação de exilados a campos nazistas
À parte dos campos de concentração na Espanha,  afirma-se que no exílio de republicanos em França perto de 10 000 espanhóis acabaram em campos de concentração nazistas, sem que o ministro de exteriores de Franco, Ramón Serrano Súñer, tentasse salvá-los. Existem provas de documentação escrita pelos alemães que consultavam o quê fazer com "dois mil vermelhos espanhóis de Angulema". Os poucos que se salvaram não puderam regressar à Espanha.